# Tetragoneuria semiaquea
Tetragoneuria semiaquea är en trollsländeart som först beskrevs av Hermann Burmeister 1839.  Tetragoneuria semiaquea ingår i släktet Tetragoneuria och familjen skimmertrollsländor. Inga underarter finns listade i Catalogue of Life.